# Katolička Crkva
Katolička Crkva (lat. Ecclesia Catholica), najveća je kršćanska Crkva i najbrojnija vjerska zajednica, s oko 1,406 milijardi krštenih katolika u svijetu 2023. Osnovna značajka Katoličke Crkve jest priznavanje rimskoga biskupa (pape) kao vrhovna autoriteta u vođenju Crkve, koja sebe smatra jedinom „svetom katoličkom i apostolskom Crkvom koju je Krist utemeljio”. Kao takva, Katolička Crkva se ne smatra denominacijom, već izvornom Kristovom Crkvom.
Katolička Crkva sastoji se od 24 autonomne (sui iuris) crkve. Najveća od njih je ona u kojoj je i sam papa, Latinska Crkva ili Crkva zapadnoga obreda. Preostale 23 su istočne katoličke Crkve tj. Crkve s istoka koje su nakon velikoga raskola priznale papu i održavaju istočne obrede. Razlika je u obredu, liturgijskom jeziku, crkvenoj disciplini i običajima, dok je ostalo zajedničko, poput vjere, sakramenata i prihvaćanja zajedništva s papom.
Nauk Katoličke Crkve sažet je u Nicejsko-carigradskomu vjerovanju, a iznesen u Katekizmu Katoličke Crkve. Službeni jezik Crkve je latinski, a u uporabi je uvelike i talijanski jezik.

## Nauk

### Utvrđivanje nauka
Prema nauku Katoličke Crkve, Crkva je zajednica koju je osnovao Isus kao božansku tvorevinu koju vodi Duh Sveti. Ta Crkva u ovom svijetu u punini postoji samo u organizaciji zvanoj Katolička Crkva, tj. u organizaciji okupljenoj oko Petrovog nasljednika pape jer je Isus upravo na njemu izgradio Crkvu (usp. Mt 16:18-19) i njemu je kao jedinom pastiru povjerio brigu nad cijelim svojim stadom (usp. Iv 21:15-17). Ipak, Katolička Crkva priznaje većinu dobara Kristove Crkve i drugim Crkvama, posebno pravoslavnima, te je svjesna da se u njoj samoj zbog ljudske nesavršenosti ta dobra često ne očituju kako bi trebalo.
Jedno od dobara koje Crkva ima je sigurnost božanskog vodstva, tj. sigurnost da će ona vjerno i nepogrešivo baštiniti što je primila od Isusa. Ta baština naziva se tradicija i svako argumentiranje nauka poziva se na nju. Papa i tu ima ključnu ulogu jer je sigurnost moguća upravo radi njega koji je jedini garant te sigurnosti (usp. Lk 22:31-32). Ipak, tradiciju prenosi cjelokupna Crkva.
Jedan od najvažnijih dijelova tradicije, ako ne i najvažniji, je Sveto pismo. Sveto pismo nije izvan tradicije nego je dio nje, jer ga je u ranim vremenima kršćanstva upravo ona napisala i definirala. Sveto Pismo je Božja riječ koju su napisali ljudi vođeni Duhom Svetim. Sastoji se od Starog i Novog zavjeta. Stari zavjet je Židovska Biblija, a Novi zavjet je skup spisa o Isusu i apostolima.
Današnji nauk Katoličke Crkve definiran je na 21 Ekumenskom saboru. To su zasjedanja svih biskupa uz odobrenje i potvrdu pape. Zbog gore navedenog, zaključci Sabora su nezabludivi. Zaključci se mogu preispitivati, ali, po nauku, svatko tko istinski prouči materiju doći će do istoga zaključka.

### Temeljni nauk
Najvažnije istine tako definiranog nauka sažete su još na prvim saborima, Nicejskom i Carigradskom, u Nicejsko-carigradskom vjerovanju. Još i prije sabora postojalo je Apostolsko vjerovanje koje po tradiciji seže iz vremena apostola, i nešto sažetije iznosi praktički isti nauk. Vjerovanja su strukturno podijeljena na tri dijela, svako o jednoj božanskoj osobi.
Po vjerovanju, jedan je Bog koji se sastoji od triju božanskih osoba (Trojstvo): Otca, Sina i Duha Svetoga. Bog, tj. sve tri osobe, je vječan i počelo je svega (filozofski bitak). Božanske osobe jesu u vječnom odnosu ljubavi. Bog Otac svemogući je stvoritelj.
Bog Sin vječna je Božja Riječ po kojoj je sve stvoreno. Radi spasenja ljudi, palih u grijeh, ta Riječ je postala čovjekom Isusom koji je Krist (Pomazanik Božji, obećan Židovima u Starom zavjetu). On je stoga pravi Bog i pravi Čovjek. Isus se utjelovio po Duhu Svetomu od Djevice Marije, dakle bez biološkoga oca (ali ne i bez zemaljskoga oca (poočima), koji mu je sv. Josip). Umro je radi našega grijeha, tako očitujući beskrajnu Božju ljubav prema čovjeku. Treći dan po smrti je uskrsnuo i tako pobijedio smrt kao posljedicu grijeha. Po njegovoj smrti i uskrsnuću svi ćemo uskrsnuti i to tijelom i duhom. Unatoč dojmu da katolička vjera naučava dualizam duha i tijela, to nije tako, temeljni nauk poznaje jedinstvo duha i tijela. Tjelesnost je ljudima nužna za cjelokupno postojanje i za odnose u ljubavi s drugima, iz čega proizlaze i katolički sakramenti i liturgija.
Nakon uskrsnuća Krist je uzašao na nebo. Očekuje se njegov drugi dolazak u slavi kada će suditi svima i preobraziti svijet. Ovo posljednje tumači se na različite načine, od doslovnog dolaska na oblaku popraćenog raznim grozotama, do alegorija. Katolički nauk iz toga izvlači teološku istinu da je konačno pročišćenje svakoga i svega moguće samo kroz osobu Isusa Krista koji je jedina Istina i da se to neminovno mora dogoditi, što povlači propast onih koji nisu u istini i vječno blaženstvo onih koji jesu. Bitan je nauk da spasenje dolazi samo po Isusu Kristu i ni po kome drugome (usp. Dj 4:12), pa i oni koji ga nisu upoznali, ako se spase, spašeni su po njemu.
Duh Sveti treća je božanska osoba koja uzdržava svijet (cijeli svemir) i nadahnjuje svakoga čovjeka. Sva dobra koja ljudi posjeduju i sve što rade neodvojio je od djelovanja Duha Svetoga. U dijelu vjerovanja o Duhu je i vjerovanje u Crkvu, jer je ona plod njegova trajna vodstva.

#### Obrasci vjere
Obrasci vjere sažetak su Crkvenoga nauka, često sadržane u molitvenicima:
- deset Božjih zapovijedi
- pet zapovijedi crkvenih
- sedam svetih sakramenata
- dvije zapovijedi ljubavi
- sedam smrtnih grijeha
- glavne istine vjere:

1. Samo je jedan Bog, a tri su božanske osobe: Otac i Sin i Duh Sveti.
2. Bog je sve stvorio, sve uzdržava i svime upravlja.
3. Duša je čovječja besmrtna.
4. Sin je Božji postao čovjekom i otkupio nas svojom smrću na križu.
5. Milost je Božja potrebna za spasenje.
6. Bog će dobro nagraditi vječnom nagradom, a zlo kazniti vječnom kaznom.

- sedam darova Duha Svetoga
- čin vjere, čin ufanja, čin ljubavi i čin savršena pokajanja
- temeljne molitve: Časoslov, Oče naš, Zdravo Marijo, Slava Ocu, Vjerovanje, Anđeo Gospodnji i Te Deum.

### Kasnije dopune nauka
Nauk je podrobnije definiran na kasnijim Ekumenskim saborima. Ne može se uvoditi novi nauk nego samo definirati ono što u tradiciji već u biti postoji te se na jasniji ili suvremeniji način to iznijeti. Jedina Objava, iz koje se crpi sav nauk, je objava Isusa Krista koju kroz Crkvenu tradiciju vodi Duh Sveti.
Važan je i nauk o sakramentima. To su vidljivi znaci nevidljiva Božjega djelovanja. Po nauku, ako je izvršen propisani vidljivi oblik, sakrameti zaista djeluju tj. zaista se događa nevidljivo Božje djelovanje. Nauk da Crkva može označavati stvarno Božje djelovanje u svijetu postoji oduvijek te svi sakramenti svoje utemeljenje imaju u Isusovu djelovanju. Ipak, konkretan opis sakramenata, nužnosti za valjanost i njihova teologija mijenjali su se tijekom stoljeća.
Jedna od poznatijih dogmi Katoličke Crkve je dogma o Papinoj nezabludivosti definirana na Prvom vatikanskom saboru 1870. Kaže da je sam papa nezabludiv kada na jasno definiran način iznosi nauk u ime Crkve (ex cathedra). Dogma je temeljena na Crkvenoj tradiciji i Svetom pismu. Tu mogućnost je nakon 1870. papa iskoristio samo jednom kada je Pio XII. 1950. definirao dogmu o uznesenju Blažene Djevice Marije na nebo.

## Organizacija

### Ustroj
Katolička Crkva sastoji se od 23 autonomne Crkve, 22 istočne katoličke Crkve i jedne zapadne, Latinske (Rimske) Crkve. Uz nekoliko izuzetaka, istočne katoličke Crkve bile su jedno vrijeme odvojene od Katoličke Crkve nakon velikog raskola, dok ponovno nisu ušle u jedinstvo s Rimom.
Na čelu Latinske Crkve i cijele Katoličke Crkve je rimski biskup, papa. On ima nad Crkvom apsolutnu vlast. Pri upravljanju Crkvom pomažu mu uredi Rimske kurije (dikasteriji). Istu vlast imaju i svi biskupi sazvani na ekumenskom saboru.
Osnovna upravna podjela je na biskupije (dijeceze), kod istočnih crkava zvane i eparhije. Biskup u svojoj biskupiji ima uglavnom svu vlast, ograničenu jedino crkvenim pravom i papinom vlašću. Postoji niz ustrojbenih jedinica koje se ne zovu biskupije, ali su u pravu uglavnom izjednačene s njima. Sve one se jednim imenom zovu partikularne crkve. Partikularne crkve udružuju se u crkvene pokrajine. Daljnja podjela je na župe, koje su udružene u dekanate.

### Vjernici
Pripadnikom Crkve postaje se sakramentom krštenja. Službenin izlazak iz Crkve moguć je bilo dobrovoljno bilo kaznom izopćenja, no biljeg krsta duhovno ostaje i ne može se izbrisati.
Osnovna podjela vjernika je na dva staleža, klerike i laike. Klerici su osobe koje su primile sakrament svetoga reda te se dijele na đakone, svećenike i biskupe. Klerici mogu biti isključivo muškarci, a svećenici i biskupi u Latinskoj ckrvi moraju živjeti u celibatu. Uglavnom se klericima daju razne službe u Crkvi, ali neke mogu dobiti i laici.
Pored toga, vjernici iz oba staleža mogu se priključiti mnogim ustanovama i društvima (npr. redovničkim ustanovama). Redovnici, koji općenito mogu biti i klerici i laici, često se smatraju trećim staležom u Crkvi.

### Ustanove
Pored osnovne strukture, Katolička Crkva osniva razna druga udruženja i institucije, uglavnom obrazovnoga i karitativnog karaktera. Tako po svijetu postoji niz katoličkih vrtića, škola, sveučilišta, instituta, caritasa, bolnica, raznih domova itd. Katolička Crkva ili neke njezine organizacijske jedinice, uglavnom biskupije, osnivači su tih institucija i njima upravljaju.
U Europi djeluje 28 tisuća katoličkih škola koje pohađa 8-9 milijuna učenika.

## Bogoštovlje
Katolici se klanjaju Bogu i štuju svece prema crkvenim propisima, ali i na privatan način koji je u skladu s katoličkim naukom.
Komunikacija čovjeka s Bogom naziva se molitva. Ona se izražava na različite načine, javno i privatno. Molitva je širok pojam, obuhvaća javna bogoslužja, osobnu molitvu, razmatranje vjerskih tema, razgovor s Bogom, ali u konačnici i cijeli čovjekov život treba biti odnos s Bogom, dakle molitva.
Posebno mjesto u crkvenom bogoslužju ima liturgija. To je uglavnom javno slavljenje Boga cijele Crkve po točno određenim propisima. Obuhvaća sakramente i uobičajeno slavlje uz sakramente (dakle i svetu misu) i još neka važna bogoslužja (npr. sprovodni i obredi Velikoga petka). Liturgija je nužan dio crkvenoga djelovanja.

### Posvete
| dnevne - nedjelja: Sveto Trojstvo - ponedjeljak: Duh Sveti - utorak: Sveti Anđeli - srijeda: sveti Josip - četvrtak: Presveti oltarski sakrament - petak: Muka Kristova i Srce Isusovo - subota: Blažena Djevica Marija | mjesečne - siječanj: Sveto djetinjstvo - utorak: Sveto Trojstvo - ožujak: sveti Josip - travanj: Duh Sveti - svibanj: Blažena Djevica Marija - lipanj: Presveto Srce Isusovo - srpanj: Predragocjena Krv Kristova - kolovoz: Bezgrješno Srce Marijino - rujan: Sveti Križ - listopad: Sveti Anđeli - studeni: duše u čistilištu - prosinac: Bezgrešno začeće |

## Rasprostranjenost
Katoličanstvo je prevladavajuća vjeroispovijed u većini Europe (poglavito južne i srednje), Latinskoj Americi i Filipinima, te velikim dijelovima Sjeverne Amerike i subsaharske Afrike. 
Katolička Crkva ima svoje upravne jedinice po cijelom svijetu. U tradicijski katoličkim zemljama i u zemljama stabilne vjerske slobode, što obuhvaća većinu svijeta, to su biskupije. U misijskim zemljama prije uspostave biskupija organiziraju se apostolski vikarijati i prefekture. Posebna situacija je u Kini gdje su u prošlosti ustanovljene biskupije, ali zbog zabrana kineskih vlasti ne funkcioniraju.
Deset država s najvećim brojem katolika:
1. Brazil, 126,9 milijuna
2. Meksiko, 98,8 milijuna
3. Filipini, 85,5 milijuna
4. Sjedinjene Američke Države, 71 milijun
5. Italija, 50,5 milijuna
6. Francuska, 44 milijuna
7. Kolumbija, 36 milijuna
8. Poljska, 33 milijuna
9. Španjolska, 29,3 milijuna
10. Demokratska Republika Kongo, 28,7 milijuna

Kretanje brojnosti (procjene)
- 2005. 1 114 966 000[5]
- 2013. 1 253 926 000[6]
- 2014. 1,272 milijarde[7]
- 2019. 1,3 milijarde[8][9]
- 2022. 1,39 milijardi[1]

## Vanjske poveznice
| Portal:Kršćanstvo | Portal: Kršćanstvo |

- GCatholic (engl.)
- Catholic Hierarchy (engl.)